# Saint-Hilaire-des-Loges
Saint-Hilaire-des-Loges est une commune française située dans le département de la Vendée, en région Pays de la Loire.
Ses habitants s'appellent les Saint-Hilairois.

## Géographie
Le territoire municipal de Saint-Hilaire-des-Loges s'étend sur 3 531 hectares. L'altitude moyenne de la commune est de 59 mètres, avec des niveaux fluctuant entre 16 et 93 mètres,.
Elle se trouve à 12 km à l'est de Fontenay-le-Comte et 77 km au sud-est de La Roche-sur-Yon. Elle était traversée par la RN 745 déclassée en RD 745.
La commune de Saint-Hilaire-des-Loges est traversée par la rivière Autise au sud, affluent de la Sèvre Niortaise. Elle est aussi bordée par la Vendée au nord.
| Foussais-Payre                      | Faymoreau               | Saint-Maixent-de-Beugné Deux-Sèvres |
| Xanton-Chassenon                    | Saint-Hilaire-des-Loges | Coulonges-sur-l'Autize Deux-Sèvres  |
| Nieul-sur-l'Autise (Rives-d'Autise) |                         | Saint-Pompain Deux-Sèvres           |

### Climat
Pour des articles plus généraux, voir Climat des Pays de la Loire et Climat de la Vendée.
En 2010, le climat de la commune est de type climat océanique franc, selon une étude du CNRS s'appuyant sur une série de données couvrant la période 1971-2000. En 2020, Météo-France publie une typologie des climats de la France métropolitaine dans laquelle la commune est exposée à un climat océanique et est dans la région climatique  Poitou-Charentes, caractérisée par un bon ensoleillement, particulièrement en été et des vents modérés. 
Pour la période 1971-2000, la température annuelle moyenne est de 12 °C, avec une amplitude thermique annuelle de 14,4 °C. Le cumul annuel moyen de précipitations est de 849 mm, avec 12,6 jours de précipitations en janvier et 7 jours en juillet. Pour la période 1991-2020, la température moyenne annuelle observée sur la station météorologique de Météo-France la plus proche, « Surin_sapc », sur la commune de Surin à 15 km à vol d'oiseau, est de 12,9 °C et le cumul annuel moyen de précipitations est de 936,5 mm,. Pour l'avenir, les paramètres climatiques de la commune estimés pour 2050 selon différents scénarios d'émission de gaz à effet de serre sont consultables sur un site dédié publié par Météo-France en novembre 2022.

## Urbanisme

### Typologie
Au 1er janvier 2024, Saint-Hilaire-des-Loges est catégorisée bourg rural, selon la nouvelle grille communale de densité à sept niveaux définie par l'Insee en 2022.
Elle est située hors unité urbaine. Par ailleurs la commune fait partie de l'aire d'attraction de Fontenay-le-Comte, dont elle est une commune de la couronne,. Cette aire, qui regroupe 30 communes, est catégorisée dans les aires de moins de 50 000 habitants,.

### Occupation des sols
L'occupation des sols de la commune, telle qu'elle ressort de la base de données européenne d’occupation biophysique des sols Corine Land Cover (CLC), est marquée par l'importance des territoires agricoles (93,2 % en 2018), une proportion sensiblement équivalente à celle de 1990 (94 %). La répartition détaillée en 2018 est la suivante : terres arables (59,9 %), zones agricoles hétérogènes (23,2 %), prairies (9,2 %), forêts (3,9 %), zones urbanisées (2,6 %), cultures permanentes (0,9 %), eaux continentales (0,3 %). L'évolution de l’occupation des sols de la commune et de ses infrastructures peut être observée sur les différentes représentations cartographiques du territoire : la carte de Cassini (XVIIIe siècle), la carte d'état-major (1820-1866) et les cartes ou photos aériennes de l'IGN pour la période actuelle (1950 à aujourd'hui).

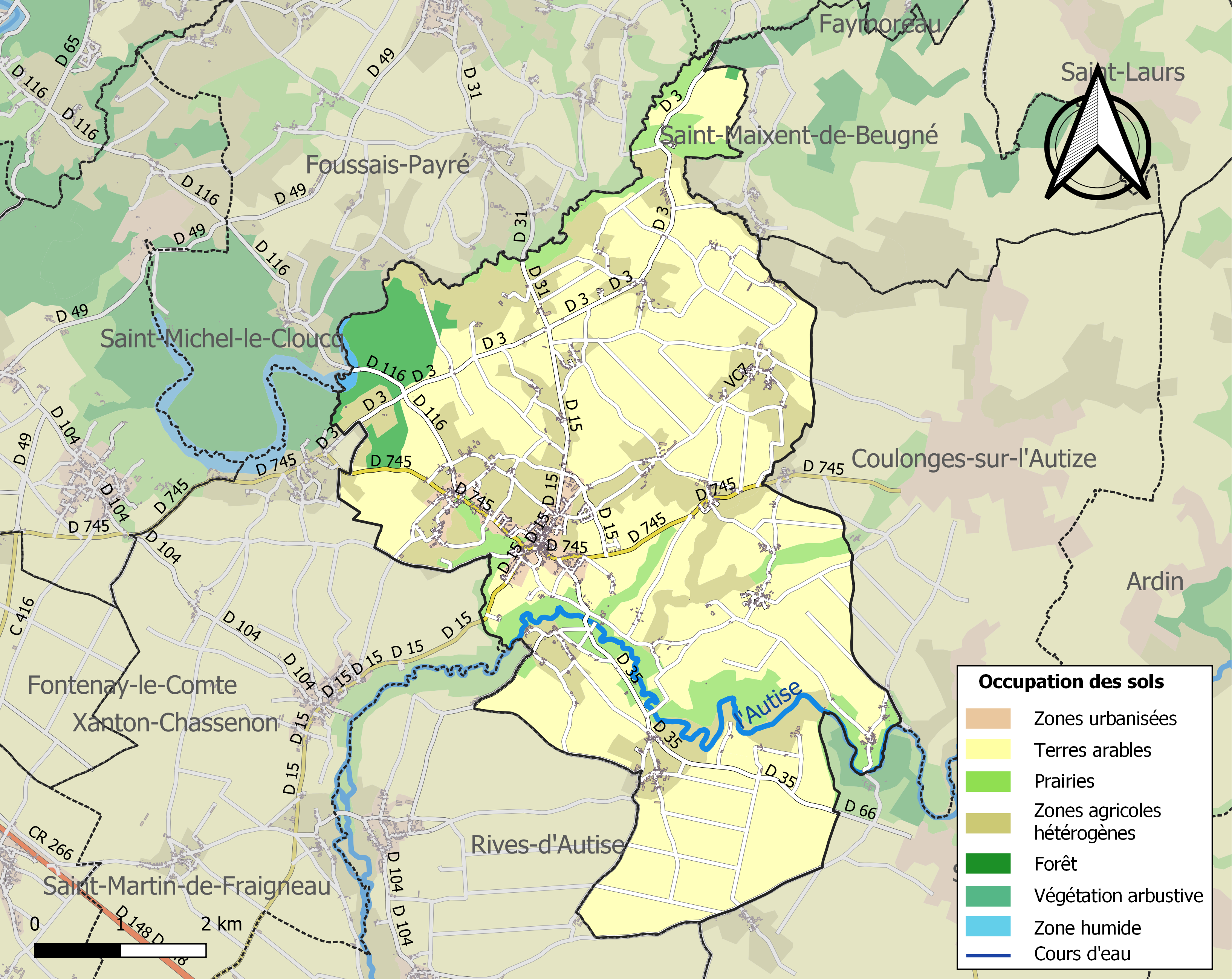
Carte des infrastructures et de l'occupation des sols de la commune en 2018 (CLC).

## Toponymie
Les Loges, ou le bourg des Loges (cadastre de 1810), est le nom donné au bourg de l'ancienne commune de Saint-Etienne-des-Loges situé à 1 km au nord-ouest de Saint-Hilaire. Le terme de loge (lojhe en poitevin), issu du francique laubja, est encore utilisé en Vendée pour désigner une cabane ou un hangar construit avec des éléments végétaux. Les Loges peut donc désigner un ensemble de bâtiments en bois.

## Histoire
La commune de Saint-Hilaire-des-Loges est née en 1828 de la fusion de deux communes : Saint-Étienne-des-Loges et Saint-Hilaire-sur-l'Autise.
Lors de la Première Guerre mondiale, plusieurs soldats de la commune meurent au combat.

## Population et société

### Démographie

#### Évolution démographique
L'évolution du nombre d'habitants est connue à travers les recensements de la population effectués dans la commune depuis 1793. Pour les communes de moins de 10 000 habitants, une enquête de recensement portant sur toute la population est réalisée tous les cinq ans, les populations de référence des années intermédiaires étant quant à elles estimées par interpolation ou extrapolation. Pour la commune, le premier recensement exhaustif entrant dans le cadre du nouveau dispositif a été réalisé en 2004.

En 2022, la commune comptait 1 904 habitants, en évolution de −3,1 % par rapport à 2016 (Vendée : +5,33 %, France hors Mayotte : +2,11 %).
| 1793  | 1800  | 1806  | 1821  | 1831  | 1836  | 1841  | 1846  | 1851  |
| ----- | ----- | ----- | ----- | ----- | ----- | ----- | ----- | ----- |
| 1 565 | 1 536 | 1 967 | 2 116 | 2 570 | 2 513 | 2 504 | 2 690 | 2 778 |

| 1856  | 1861  | 1866  | 1872  | 1876  | 1881  | 1886  | 1891  | 1896  |
| ----- | ----- | ----- | ----- | ----- | ----- | ----- | ----- | ----- |
| 2 702 | 2 728 | 2 760 | 2 573 | 2 587 | 2 518 | 2 548 | 2 553 | 2 532 |

| 1901  | 1906  | 1911  | 1921  | 1926  | 1931  | 1936  | 1946  | 1954  |
| ----- | ----- | ----- | ----- | ----- | ----- | ----- | ----- | ----- |
| 2 470 | 2 335 | 2 317 | 2 044 | 2 016 | 1 915 | 1 898 | 1 878 | 1 799 |

| 1962  | 1968  | 1975  | 1982  | 1990  | 1999  | 2004  | 2006  | 2009  |
| ----- | ----- | ----- | ----- | ----- | ----- | ----- | ----- | ----- |
| 1 704 | 1 581 | 1 564 | 1 667 | 1 742 | 1 840 | 1 788 | 1 846 | 1 906 |

| 2014  | 2019  | 2022  | - | - | - | - | - | - |
| ----- | ----- | ----- | - | - | - | - | - | - |
| 1 956 | 1 921 | 1 904 | - | - | - | - | - | - |

#### Pyramide des âges
En 2018, le taux de personnes d'un âge inférieur à 30 ans s'élève à 30,6 %, soit en dessous de la moyenne départementale (31,6 %). À l'inverse, le taux de personnes d'âge supérieur à 60 ans est de 32,3 % la même année, alors qu'il est de 31,0 % au niveau départemental.
En 2018, la commune comptait 921 hommes pour 1 015 femmes, soit un taux de 52,43 % de femmes, légèrement supérieur au taux départemental (51,16 %).
Les pyramides des âges de la commune et du département s'établissent comme suit.
| Hommes | Classe d’âge | Femmes |
| ------ | ------------ | ------ |
| 1,1    | 90 ou +      | 4,2    |
| 8,8    | 75-89 ans    | 12,4   |
| 19,7   | 60-74 ans    | 18,2   |
| 21,4   | 45-59 ans    | 19,8   |
| 16,5   | 30-44 ans    | 16,7   |
| 13,2   | 15-29 ans    | 12,1   |
| 19,3   | 0-14 ans     | 16,7   |

| Hommes | Classe d’âge | Femmes |
| ------ | ------------ | ------ |
| 0,8    | 90 ou +      | 2,2    |
| 8,7    | 75-89 ans    | 11,1   |
| 20,3   | 60-74 ans    | 21,3   |
| 20     | 45-59 ans    | 19,4   |
| 17,5   | 30-44 ans    | 16,8   |
| 15     | 15-29 ans    | 13,2   |
| 17,7   | 0-14 ans     | 16,1   |

## Culture locale et patrimoine

### Lieux et monuments
- L'église Saint-Hilaire, inscrite à l'inventaire des monuments historiques depuis le 29 octobre 1926[27].
- La rivière Vendée.

### Personnalités liées à la commune
- Léon Bienvenu (1835-1913), maire de Saint-Hilaire-des-Loges, conseiller général et député de la Vendée.
- James Sacré, poète français né à Saint-Hilaire-des-Loges.

### Héraldique
| Blason de Saint-Hilaire-des-Loges | Blason  | De gueules à un pont de deux arches d'or, maçonné de sable, l'ouverture des arches remplie d'azur, mouvant de la pointe, accompagné en chef, à dextre, d'une tour d'or, maçonnée de sable, ouverte et ajourée du champ et, à senestre, d'une roue d'or,. Devise / CriIn servito omnium « Au service de tous » |
| Blason de Saint-Hilaire-des-Loges | Détails | La tour est pour l'ancienne ferté de Sauvairé, la roue renvoie aux véhicules de transport de marchandises, qui à l'époque romaine, avait passage obligatoire dans la bourgade. Les deux arches du pont évoquent les deux rivières de l'Autize et de la Vendée qui traversent la commune. Le pont, lui, est symbole de transition, de transformation et de paix suite aux guerres de Vendée, mais évoque également le passage de nombreux rois et hauts dignitaires dans la commune au cours de l'Histoire. Adopté le 16 mai 2017. |

## Pour approfondir